# Other Voices
Other Voices (укр. Інші голоси) — сьомий студійний альбом американського рок-гурту The Doors, що вийшов у жовтні 1971 року. Цей альбом є першим альбомом гурту, виданим після смерті свого фронтмену Джима Моррісона. Три члени колективу перегрупувалися і випустили альбом у жовтні — через три місяці після смерті Джима. Вокальні партії виконали клавішник Рей Манзарек та гітарист Роббі Крігер.

## Альбом
Робота над альбомом розпочалася влітку 1971-го, коли Моррісон був у Парижі. За словами Манзарека, більшість матеріалу, що потрапив на альбом, гралося на репетиціях разом із Моррісоном, а трек «Down On The Farm» нібито вже була написана під час запису «L.A. Woman», але Джим не захотів її включати на альбом.

## Список композицій
Усі пісні написані Роббі Крігером, Рейєм Манзареком та Джон Денсмором.

### Сторона А
1. «In the Eye of the Sun» — 4:48
2. «Variety Is the Spice of Life» — 2:50
3. «Ships w/Sails» — 7:38
4. «Tightrope Ride» — 4:15

### Сторона Б
1. «Down on the Farm» — 4:15
2. «I'm Horny, I'm Stoned» — 3:55
3. «Wandering Musician» — 6:25
4. «Hang on to Your Life» — 5:36

## Учасники запису
- Рей Манзарек — клавішні, вокал
- Джон Дензмор — барабани
- Роббі Крігер — соло- й ритм-гітара, вокал

### Запрошені музиканти
- Jack Conrad — бас-гітара у піснях «In the Eye of the Sun», «Variety Is the Spice of Life» and «Tightrope Ride»
- Jerry Scheff — бас-гітара у піснях «Down On The Farm», «I'm Horny, I'm Stoned» and «Wandering Musician»
- Wolfgang Melz — бас-гітара у пісні «Hang on to Your Life»
- Ray Neapolitan — бас-гітара у пісні «Ships w/Sails»
- Willie Ruff — акустичний бас у пісні «Ships w/Sails»